# 창원 구산성지
창원 구산성지(昌原 龜山城址)는 대한민국 경상남도 창원시 진해구 자은동에 있는 산성이다. 1985년 1월 14일 경상남도의 기념물 제73호로 지정되었다.

## 현지 안내문
경상남도 진해시 자은동의 구산성은 해발 116m의 산 정상을 중심으로 해서 테를 맨 모양으로 비스듬히 돌을 쌓은 산성이다.
성벽은 지하에 매몰된 채 비교적 양호하게 보존되어 있는데, 내벽의 경우 높이가 5m나 되는 곳도 있으며 성 둘레는 360m이다. 성벽에 사용된 석재는 화강암 또는 점판암 계통의 돌을 정사각형으로 다듬어서 사용하였고, 중간부분은 사람머리 크기의 자연석을 그대로 차곡차곡 쌓았다. 성벽의 너비는 아랫부분이 6m, 윗부분이 5.5m로 내·외벽이 적심부를 향해 비스듬히 축조되어 있다.
동쪽에 문터가 하나 있으며, 문 밖으로는 출입을 돕기 위한 호(濠)가 둘러져 있다. 성 안에는 상·하수도와 건물터가 있었던 것으로 추정된다.
이 성터는 1983∼1984년까지 동아대박물관에 의해 발굴조사가 이루어졌는데, 이곳에서 토기조각, 기와조각, 철기조각 등의 유물이 다소 출토되었다. 출토된 유물과 성의 구조로 보아 6세기 후반에 성곽이 축조되었고 고려시대까지 사용되었던 것으로 추정된다.

## 참고 자료
- 창원 구산성지 - 국가유산청 국가유산포털